# Црквина Јовање
Црквина Јовање је археолошки локалитет у Каменици на територији града Крагујевца, на месту где је, по предању постојала црква брвнара, датована у 17. век.
Истраживање локалитет извршио је 2013. године Завода за заштиту споменика културе из Крагујевца, када је потврђено постојање цркве брвнаре направљена на старијем православном гробљу. У цркви је пронађен гроб ктитора или свештеника из времена постојања цркве.